# Forcipomyia armendarizi
Forcipomyia armendarizi is een muggensoort uit de familie van de knutten (Ceratopogonidae). De wetenschappelijke naam van de soort is voor het eerst geldig gepubliceerd in 1982 door Sahuquillo & Gil Collado.